# تپه سرکمر
تپه سرکمر مربوط به دوره نوسنگی تا دوران‌های تاریخی پس از اسلام است و در شهرستان هرسین، بخش مرکزی، روستای سرخه پاسار واقع شده و این اثر در تاریخ ۳۰ تیر ۱۳۸۴ با شمارهٔ ثبت ۱۲۱۸۷ به‌عنوان یکی از آثار ملی ایران به ثبت رسیده است.